# رابرت هوک
رابرت هوک (انگلیسی: Robert Hooke؛ ۱۸ ژوئن ۱۶۳۵ – ۳ مارس ۱۷۰۳) عضو انجمن سلطنتی، یکی از فلاسفهٔ علوم طبیعی، معمار و دانشمند علوم معقول و منقول انگلیسی بود که نقش مهمی را در انقلاب علمی در هر دو زمینهٔ تجربی و تئوری ایفا کرد. در بعضی مقالات از او با نام رابین یاد شده‌است.

## دربارهٔ رابرت هوک
هوک به واسطهٔ قانون کشسانی (قوانین هوک)، کتابی به نام میکروگرافیا و به کار بردن واژهٔ «سلول» برای اولین بار به عنوان پایه‌ای‌ترین واحد زندگی، در خاطره‌ها مانده‌است. حتی در حال حاضر نیز کمتر از آنچه انتظار می‌رود دربارهٔ زندگی او نوشته شده‌است. او در یک برهه، به‌طور هم‌زمان متصدی آزمایشگاه‌های انجمن سلطنتی و عضو شورای آن، استاد هندسه در کالج گرشام و نقشه‌بردار شهر لندن پس از آتش‌سوزی بزرگ این شهر بود که به نظر می‌رسد فعالیت او بعد از آتش‌سوزی بیش از نیمی از تمامی نقشه‌برداران بوده‌است.
او همچنین یکی از مهم‌ترین معماران زمان خود بود، هر چند تعداد کمی از ساختمان‌های او تاکنون باقی‌مانده‌اند و برخی از آن‌ها به‌طور کلی شهرت خود را از دست داده‌اند ولی در تنظیم قوانین طراحی برای لندن نقشی مفید داشته و تجربیاتش تا این زمان نیز باقی است. آلن چپمن او را به عنوان " لئوناردوی انگلستان " معرفی کرد. هوک در زمان حکومت کرامول، در کالج وودهام تحصیل کرد و همان‌جا بود که یکی از گره‌های ناگسستنی گروهی از سلطنت‌طلبان شد که محوریت آن‌ها حول جان ویکینیز می‌گشت. در اینجا او به عنوان دستیار توماس ویلیس و رابرت بویل مشغول به کار شد و پمپ خلأ استفاده شده در آزمایش قانون بویل را ساخت. او سازندهٔ برخی از نخستین تلسکوپ‌های گریگوری بود، گردش مریخ و مشتری را مشاهده کرد و بر اساس مشاهدات خود بر روی سنگواره‌ها، از طرفداران فرضیهٔ فرگشت زیستی شد. او بر روی پدیدهٔ انکسار نور تحقیق کرد و نظریهٔ موجی بودن نور را ارائه داد و اولین کسی بود که اذعان داشت مواد در هنگام گرم شدن انبساط می‌یابند و هوا از ذرات کوچکی ساخته شده‌است که فاصلهٔ زیادی با یکدیگر دارند. او در زمینهٔ نقشه‌برداری و نقشه‌کشی پیشگام بود و در پروژه‌ای که منجر به طراحی اولین نقشهٔ مدرن شد، شرکت داشت.
او همچنین کشف کرد که نیروی گرانش متناسب با مجذور فاصله کاهش می‌یابد و چنین رابطه‌ای حاکم بر حرکت سیارات است، این ایده متعاقباً توسط نیوتن توسعه و ارائه شد. بخش عمده‌ای از کارهای علمی هوک زمانی که متصدی آزمایشگاه‌های انجمن سلطنتی بود، پستی که از سال ۱۶۶۲ میلادی به وی واگذار شد، یا زمانی که جزئی از خانوادهٔ رابرت بویل محسوب می‌شد، صورت گرفت.
بسیاری از آنچه دربارهٔ هوک می‌دانیم بر پایهٔ زندگی‌نامه‌ای است که از سال ۱۶۹۶ شروع به نوشتن آن کرد ولی ناتمام ماند. ریچارد والر این نوشته‌ها را مرجعی برای نوشتن معرفی‌نامه‌ای دربارهٔ زندگی کاری رابرت هوک پس از مرگش قرار داد که در سال ۱۷۰۵ به چاپ رسید. والر توانست به کمک زندگی‌نامهٔ استادان کالج گرشام اثر جان وارد و خلاصهٔ زندگی‌نامه‌ها اثر جان آبری، زندگی‌نامهٔ هوک را بنویسد.

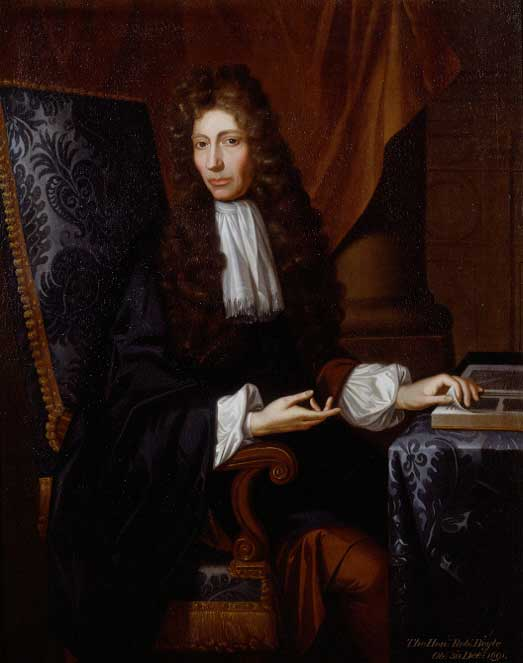
رابرت بویل

## زندگی
زندگی بزرگسالی او به سه دورهٔ متمایز تقسیم می‌شود: به عنوان یک محقق علمی با استعداد ولی بی‌پول، دستیابی به ثروتی عظیم و کسب شهرت از طریق کار فراوان و دقت زیاد بعد از آتش‌سوزی بزرگ‌سال ۱۶۶۶ و در نهایت بیماری و مباحثه‌های فکری حسادت‌آمیز. ممکن است این مسائل به گمنامی تاریخی او مربوط باشد.
رابرت هوک در سال ۱۶۳۵ میلادی در فرش واتر واقع در جزیرهٔ وایت به دنیا آمد. نام پدرش جان هوک و نام مادرش سیسیلی جایل بود. رابرت آخرین فرزند از چهار فرزند خانواده بود. دارای یک برادر و دو خواهر بود که با کوچک‌ترین آن‌ها هفت سال اختلاف سنی داشت. پدرش کشیش کلیسای انگلیس، معاون کلیسای بخش فرش واتر بود و دو برادرش نیز کشیش بودند. از رابرت هوک نیز انتظار می‌رفت که در تحصیلاتش موفق شود و به کلیسا ملحق شود. جان هوک مسئول مدرسهٔ محلی نیز بود، بنابراین می‌توانست شاید به دلیل ضعف جسمی فرزندش حداقل نیمی از دروس را در خانه به رابرت تعلیم دهد. او یک سلطنت‌طلب بود و هنگامی که به جزیرهٔ وایت فرار کرد یقیناً عضو گروهی بود که برای ادای احترام به چارلز یکم به دیدارش رفتند. رابرت نیز، به عنوان یک سلطنت‌طلب وفادار بزرگ شد .
مانند جوانان، رابرت هوک نیز مجذوب مشاهدات، کارهای مکانیکی و نقاشی بود و می‌خواست که راه‌های مختلف را در زندگی‌اش دنبال کند. او یک ساعت برنجی را دمونتاژ کرد و یک المثنی از آن ساخت که به خوبی کار می‌کرد، او یادگرفت که طراحی کند و مواد مورد نیاز خود را با استفاده از زغال‌سنگ، گچ و سنگ آهن بسازد. با مرگ پدرش در سال ۱۶۴۸، رابرت مجموع ۴۰ پوند را به ارث برد که توانست به وسیلهٔ آن در دورهٔ کارآموزی شرکت کند. به علت ناتوانی جسمی رابرت و وسایل مکانیکی ای که داشت، پدرش تصور می‌کرد که او ممکن است یک تعمیرکار ساعت یا طراح شود، چرا که به طراحی نیز علاقه نشان می‌داد. هوک دانش‌آموزی مستعد بود، بنابراین هرچند به لندن رفت تا دورهٔ کارآموزی‌اش را ادامه دهد و با ساموئل کوپر و پیتر للی درس بخواند، ولی به‌زودی توانست وارد مدرسه وست مینستر که تحت مدیریت دکتر بازبی بود، شود. هوک به زودی به زبان لاتین و یونانی و عناصر اقلیدس مسلط شد. در اینجا نیز، شروع به مطالعهٔ مادام‌العمر خود بر روی مکانیک کرد.

### شخصیت
هیچ روایت معتبری از رابرت هوک وجود ندارد، وضعیتی که برخی آن را به اختلاف‌های بسیار میان هوک و آیزاک نیوتن نسبت داده‌اند. در زمان هوک، انجمن سلطنتی در کالج گرشام برگزار می‌شد، اما پس از چند ماه از مرگ هوک، نیوتون رئیس این انجمن شد و چنین برنامه‌ریزی کرد که جلسات در جایی دیگر برپا شود. پس از گذشت چندین سال، در سال ۱۷۱۰، که محل برگزاری جلسات تغییر کرد، تصویر هوک در انجمن سلطنتی مفقود شد و هنوز نیز پیدا نشده‌است.
مجلهٔ تایم در ۳ ژوئیهٔ ۱۹۳۹، تصویری که احتمال می‌داد متعلق به هوک باشد را منتشر کرد، اما زمانی که اشلی مونتاگو، منبع این تصویر را پیگیری کرد، متوجه شد که هیچ ارتباط قابل اثباتی با هوک ندارد، به علاوه مونتاگو دریافت که توصیف‌های مکتوب دربارهٔ ظاهر هوک همگی به یکدیگر شبیه‌اند ولی با تصویر چاپ شده در مجلهٔ تایم هم‌خوانی ندارند.
در سال ۲۰۰۳، تاریخ‌شناسی به نام لیزا جاردین چنین ادعا کرد که تصویری که اخیراً کشف شده‌است متعلق به هوک است اما ویلیام جنسن از دانشگاه سینسیناتی نشان داد که این ادعا صحیح نیست. نقاشی که جاردین از آن صحبت می‌کرد، در واقع متعلق به چهرهٔ دانشمندی فنلاندری به نام ژان باپتیست ون هلمونت بود.
سایر چهره‌های احتمالی که ممکن است متعلق به هوک باشند به شرح زیر است:
- مُهری که هوک از آن استفاده می‌کرد به شکل سر یک مرد بود که برخی معتقدند احتمالاً تصویر خود هوک را نشان می‌دهد.
- تصویری که در ابتدای نسخهٔ ۱۷۲۸ از کتاب «دائرةالمعارف چمبر» چاپ شده‌است، تصویری از نیم‌تنهٔ رابرت هوک را نشان می‌دهد. با این حال مشخص نیست که این نقاشی واقعاً از چهرهٔ هوک کشیده شده‌است یا خیر.
- پنجرهٔ یادبودی که در «کلیسای سنت هلن» در لندن وجود داشت. اما این پنجره در واقع یک سری اشکال هندسی بر مبنای فرمول معین بودند و نه یک تصویر. به علاوه این پنجره در سال ۱۹۹۳ طی بمب‌گذاری این کلیسا از بین رفت.

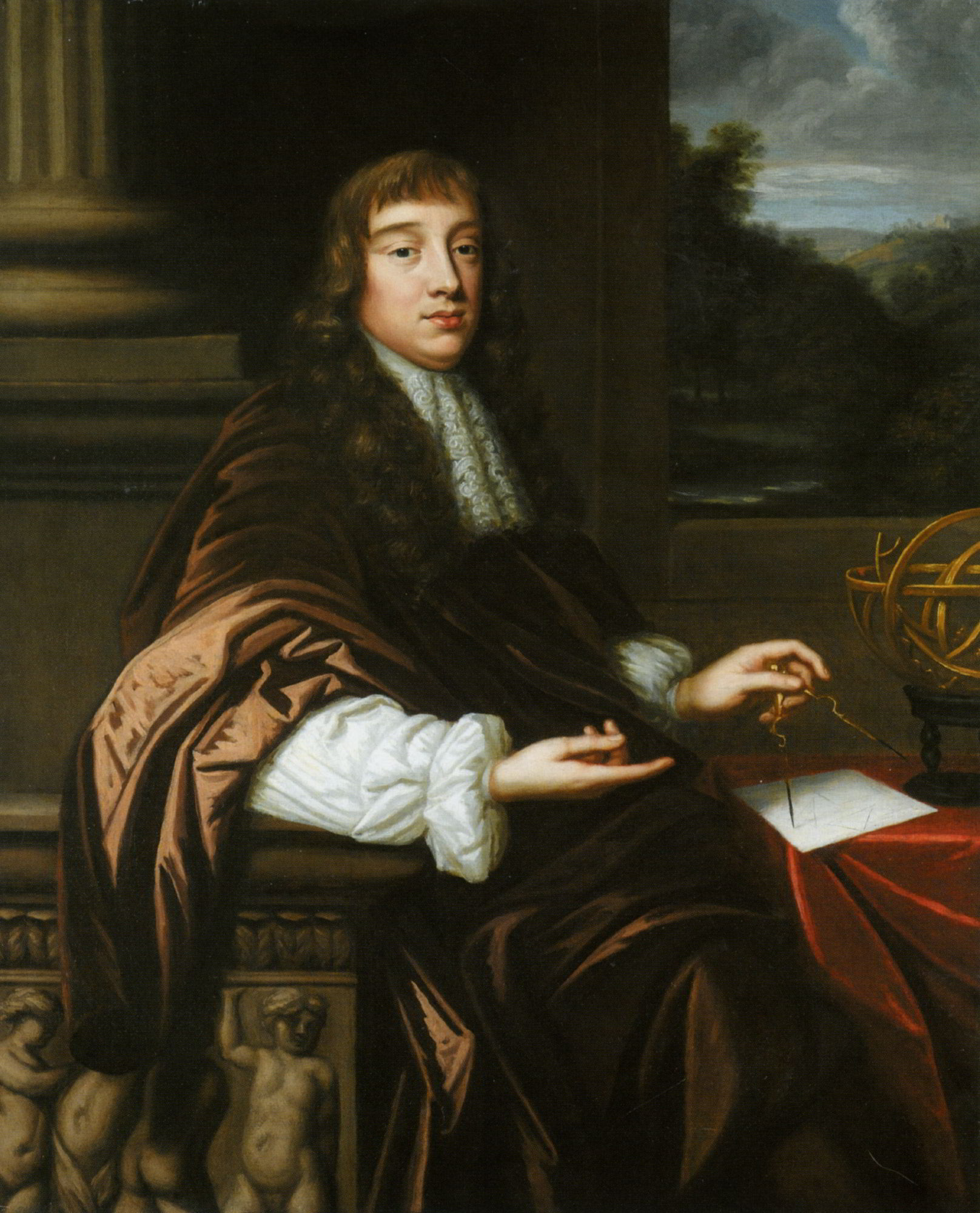
تک‌چهره‌ای که گمان می‌رود هوک باشد. (۱۶۸۰)

در سال ۲۰۰۳، ریتا گریر که نقاش چهره‌های تاریخی است، با هزینهٔ خود پروژه‌ای برای ایجاد یادبودی از هوک آغاز کرد. این پروژه با هدف ایجاد تصاویر معتبر از هوک که با توصیف‌های معاصر در مورد وی از دو منبع زیر هم‌خوانی داشت، صورت گرفت:
توصیف‌های جان آبری و ریچارد والر. تصاویری که گریر از هوک، زندگی و کار او ارائه کرد، در برنامه‌های تلویزیونی انگلستان و آمریکا و کتاب‌ها و مجله‌ها بازتاب یافته‌است.

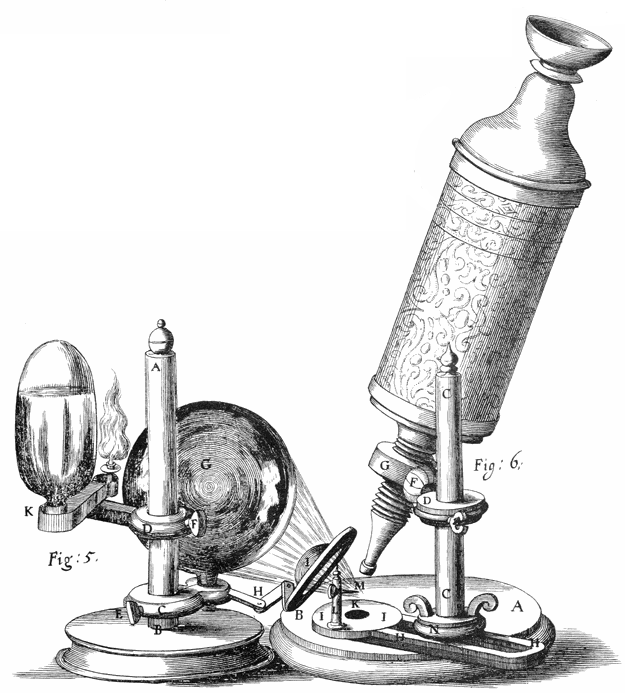
میکروسکوپ ساخت هوک

## فعالیت علمی
هوک در سن ۱۸ سالگی وارد دانشگاه آکسفورد شد و به زودی استعداد خود را در زمینهٔ مکانیک به جامعهٔ علمی آن زمان از جمله تامس ویلیس و رابرت بویل ثابت کرد. در هنگامی که بویل بر روی قانون مشهور خود کار می‌کرد، هوک به عنوان دستیار با او همکاری داشت. پس از بازگشت سلطنت چارلز دوم محفل علمی غیررسمی آکسفورد هستهٔ انجمن سلطنتی جدید را تشکیل داد. در سال ۱۶۶۲ هوک متصدی آزمایش‌های آن گردید. او در این سال‌ها به فعالیت بر روی تلسکوپ و دیگر ابزار نجومی و ساعت‌ها مشغول بود و توانست اصلاحات فراوانی در این زمینه ایجاد کند.

### معماری

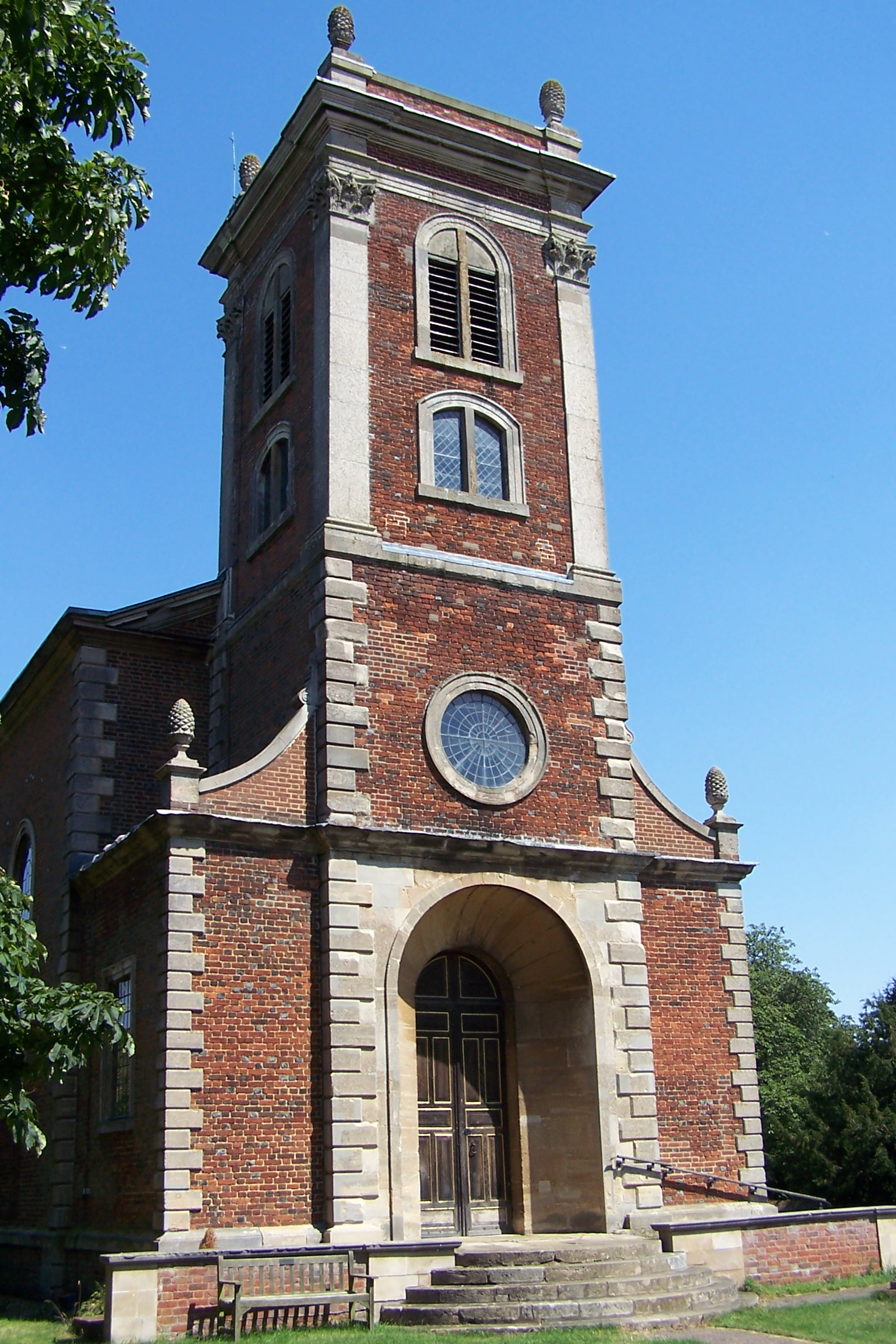
کلیسایی در میلتون کینز یا معماری رابرت هوک

هوک در زمان خود به عنوان نقشه‌بردار شهر لندن و دستیار کریستوفر ورن، شهرت یافت. هوک در سال ۱۶۶۶ پس از آتش‌سوزی بزرگ لندن، به ورن در بازسازی شهر کمک کرد و نیز، در طراحی «یادبود این آتش‌سوزی»، «رصدخانه سلطنتی گرینویچ»، «کاخ مونتاگو در بلومسبری» و بنای غیر معروف «بیمارستان بثلم» (که به نام بدلم شهرت یافت) نیز همکاری داشت. سایر مکان‌هایی که توسط هوک طراحی شده‌اند عبارت‌اند از: کالج پزشکی سلطنتی در ۱۶۷۹، رگلی هال در وارویک شایر و شهرک کلیسایی در ویلن از میلتون کینز. همچنین همکاری هوک یا کریستوفر ورن در زمینهٔ ساخت «کلیسای جامع سن پاول» صورت گرفت که در ساخت گنبد آن از روش هوک استفاده شده‌است. هوک همچنین در طراحی کتابخانهٔ پپیس شرکت داشته‌است، که در آن دست نوشته‌های ساموئل پپیس نگهداری می‌شود، این نوشته‌ها به عنوان معروف‌ترین شواهد واقعی آتش‌سوزی بزرگ لندن شناخته شده‌اند.
هوک در بازسازی لندن پس از آتش‌سوزی بزرگ، پیشنهاد کرد که خیابان‌های لندن را بر اساس الگوی چهارخانه مجدداً طراحی کنند که در آن بلوارهای پهن و انشعابات مختلف وجود دارد. این الگو بعدها در نوسازی پاریس، لیورپول و بسیاری از شهرهای آمریکا مورد استفاده قرار گرفت. این پیشنهاد به علت مشاجره‌های مرتبط با حقوق مالکان بی‌نتیجه ماند، زیرا که مالکان به صورت مخفیانه مرزهای املاک خود را تغییر داده بودند. هوک به علت شایستگی‌های خود در مقام یک نقشه‌بردار و درایتی که در کار خود داشت، در بسیاری از این مشاجره‌ها مورد نیاز بود.
به منظور مطالعهٔ بیشتر در مورد فعالیت‌های معماری هوک به کتاب نوشته شده توسط کوپر مراجعه کنید.

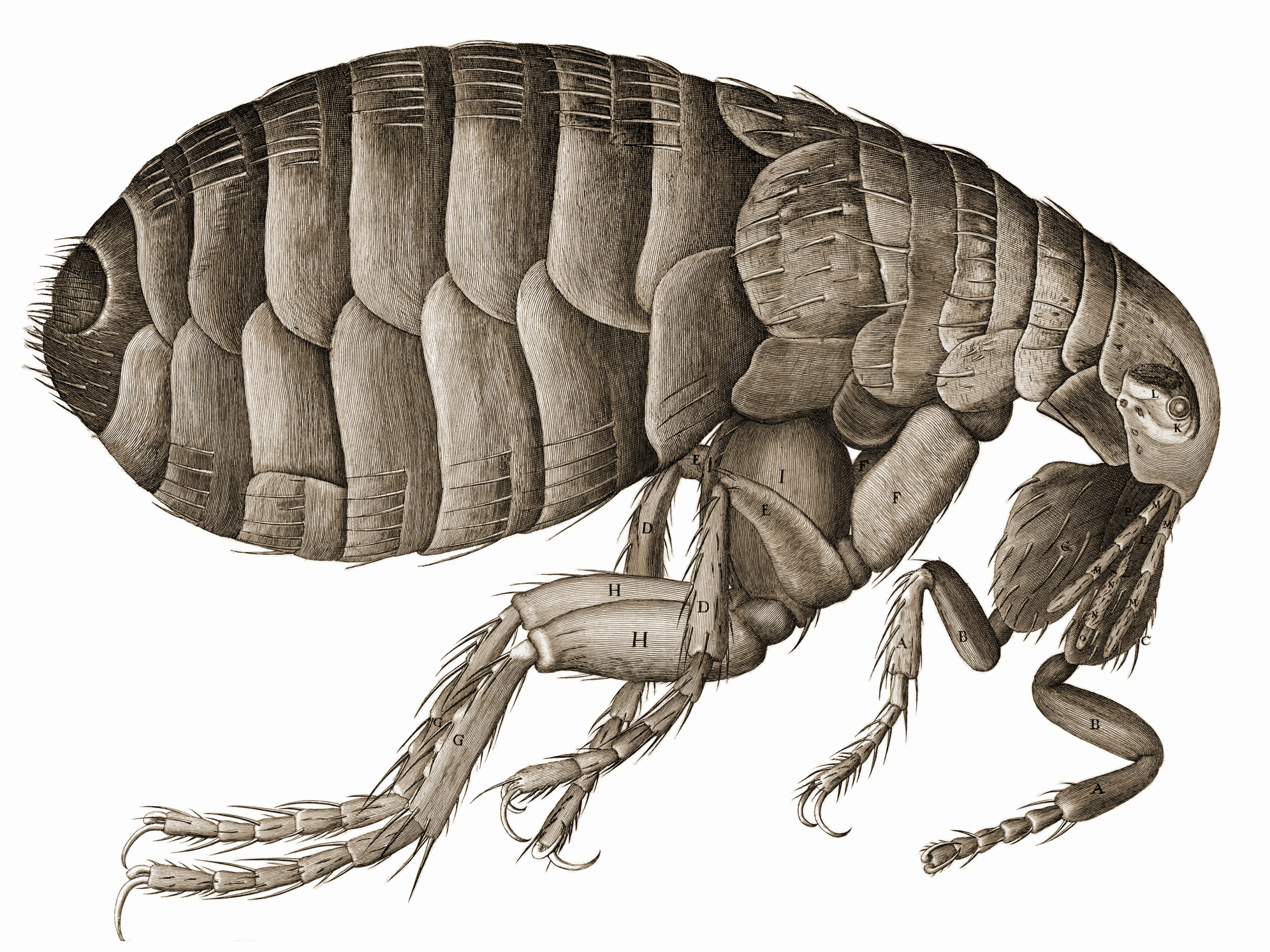
طراحی هوک از یک کَک

### زیست‌شناسی
هوک به وسیلهٔ میکروسکوپ ساختهٔ خود موفق به شناخت واحد بنیادی جانداران شد و آن را سلول نامید. در سال ۱۶۶۵ در اثری با نام «میکروگرافیا» به توصیف یافته‌های خود پرداخت که یکی از شاهکارهای علمی قرن ۱۷ میلادی محسوب می‌شود.
در سال ۱۶۶۵، هوک کتاب «میکروگرافیا» را که مشاهدات میکروسکوپی و تلسکوپی و برخی کارهای او در زمینهٔ زیست‌شناسی را در بر می‌گرفت، منتشر کرد. هوک از اصطلاح سلول برای توصیف واحدهای سازندهٔ جانداران استفاده کرد. در واقع میکروسکوپ دست‌سازی که از چرم و طلا ساخته شده بود و هوک از آن برای مشاهدات منتشر شده در کتاب میکروگرافیا استفاده می‌کرد، توسط کریستوفر وایت در لندن ساخته شده بود و هم‌اکنون در «موزهٔ ملی سلامتی و طب» در واشینگتن در معرض دید عموم قرار گرفته‌است. به علاوه کتاب میکروگرافیا شامل ایده‌های هوک – یا شاید ایده‌های هوک و بویل – در مورد سوختن مواد نیز هست. آزمایش‌های هوک او را به این نتیجه رساند که سوختن در واقع فرایندی است که در آن یک ماده با هوا ترکیب می‌شود. این اظهارنظر با عقیدهٔ دانشمندان امروزی مطابقت دارد ولی دانشمندان آن زمان (قرن هفدهم) موفق به درک معنی آن نشدند. هوک در ادامه چنین نتیجه‌گیری کرد که تنفس نیز نیازمند عنصری معین از هواست. پارتینگتون چنین ادعا می‌کند که: «اگر هوک به آزمایش‌های خود در مورد سوختن مواد ادامه می‌داد، احتمال داشت بتواند اکسیژن را کشف کند»

### فیزیک
هوک با بررسی حرکت سیارات به دور خورشید، برای نیروی گرانشی قانون عکس مجذور فاصله را پیشنهاد کرد که بعدها مورد استفادهٔ آیزاک نیوتن قرار گرفت.

#### قانون هوک

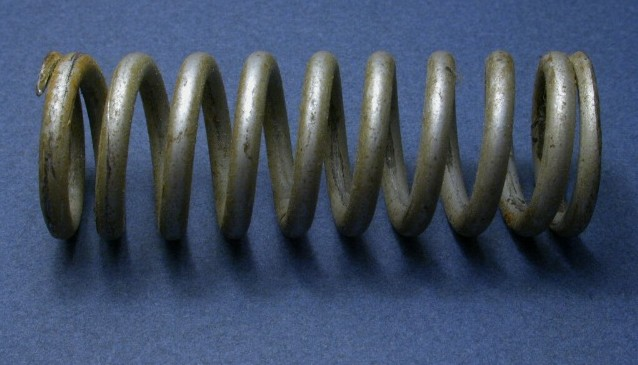
قانون هوک خواص فیزیکی فنرهای معمولی را برای جابه‌جایی‌های کوچک به‌خوبی و با دقت بالایی مدل می‌کند. (تصویر متحرک).

در مکانیک و فیزیک، قانون هوک تقریبی است از رفتار برخی از مواد که آن‌ها را الاستیک یا کشسانی خطی (ارتجاعی خطی) می‌نامیم. در این‌گونه مواد، جابه‌جایی/کرنش متناسب است با نیرو/تنش ایجادکنندهٔ آن. به عبارت دیگر:
{\displaystyle \mathbf {F} =-k\mathbf {x} \ }
که:
x: جابه‌جایی فنر فشرده یا کشیده‌شده از نقطهٔ تعادل آن است.
F: نیروی وارده بر فنر
k: ثابت فنر است که یکای آن نیرو بر واحد طول است (در دستگاه بین‌المللی یکاها (SI) نیوتن بر متر)
در شکل زیر، جهت نیروی فنر همواره به گونه‌ای است که می‌خواهد جسم را به حالت تعادل (نقطهٔ O) برگرداند. این نیرو، نیروی «بازگرداننده» نامیده می‌شود. نیروی بازگردانندهٔ فنر با تغییر طول فنر (یا جابه‌جایی جسم از وضع تعادل) متناسب است و از رابطهٔ بالا که به قانون هوک معروف است به‌دست می‌آید.
هوک همچنین با مطالعهٔ رفتار کشسان فنرها، موفق به کشف قانون هوک شد: مقدار کشیده شدن یک جسم کشسان، با نیروی وارد آمده بر آن نسبت مستقیم دارد.
او در زمینهٔ ساخت و پیشرفت ابزار نقش ویژه‌ای دارد. مطالعات وی موجب پیشرفت ساعت‌سازی و میکروسکوپ‌سازی شد و همچنین پاندول ساعت، دستگاه سنجش انکسار نور در مایعات، فشارسنج (هواسنج و غلظت‌سنج الکلی)، رطوبت‌سنج را نیز اختراع کرد.

#### گرانش
درحالی‌که بسیاری از هم‌دوره‌ای‌های هوک معتقد بودند که اتر چیزی است که موجب ایجاد جاذبه و دافعه میان اجسام آسمانی می‌شود، وی در ماکروگرافیا در سال ۱۶۶۵، اصل گرانش را مطرح کرد. سخنرانی هوک در انجمن سلطنتی در سال ۱۶۶۶ با عنوان «دربارهٔ گرانش» دو اصل دیگر را نیز به این مبحث اضافه کرد که عبارت بودند از:
1. تمام اجسام در مسیر مستقیم حرکت می‌کنند تا زمانی که نیرویی آن‌ها را منحرف سازد
2. نیروی جاذبه برای اجسام نزدیک، قوی‌تر است. دوگالد استوارت در کتاب خود با نام «عناصر فلسفهٔ ذهن انسان» از عبارات خود هوک در مورد سیستمی که برای جهان ارائه کرده، استفاده نموده‌است. هوک در یکی از جلسات انجمن سلطنتی در ۱۶۶۶ چنین بیان می‌دارد: «برای شما در مورد سیستمی در جهان توضیح خواهم داد که با سایر سیستم‌هایی که تاکنون دربارهٔ آن‌ها شنیده‌اید بسیار تفاوت دارد، این سیستم بر پایهٔ اصول زیر بنا شده‌است:
3. تمام اجسام سنگین نه تنها بخش‌های مختلف خود را به سمت مرکز جذب می‌کنند، بلکه نسبت به سایر اجسام در فضا جاذبهٔ متقابل دارند
4. تمام اجسام فقط یک حرکت ساده دارند و تا زمانی که توسط یک نیروی خارجی از مسیر خود منحرف نشده باشند به حرکت خود در خط مستقیم ادامه می‌دهند و تنها یک نیروی خارجی است که می‌تواند باعث شود حرکت آن‌ها به شکل یک دایره، بیضی یا سایر منحنی‌ها تغییر شکل دهد.
5. هر چقدر که دو جسم به هم نزدیک‌تر باشند این نیروی جاذبه بیشتر خواهد بود. در مورد این فرضیه که آیا با افزایش فاصلهٔ اجسام از یکدیگر، این نیروی جاذبه ناپدید می‌شود یا خیر، شخصاً هنوز به پاسخی قطعی دست نیافته‌ام …»

سخنرانی هوک در ۱۶۷۰ در کالج گرشام، این مسئله را روشن ساخت که قانون گرانش در مورد «تمام اجرام آسمانی» صدق می‌کند و این اصول را مطرح کرد که نیروی جاذبه با افزایش فاصله کاهش می‌یابد و در صورت عدم وجود چنین نیرویی، اجسام در خط مستقیم حرکت می‌کنند.
هوک عقاید خود در مورد «سیستم جهان» را به‌صورت منسجم‌تری در سال ۱۶۷۴ به‌عنوان بخشی مجزا به کتاب «تلاشی در جهت اثبات حرکت زمین با استفاده از مشاهدات عینی» اضافه کرد. هوک صریحاً به جاذبهٔ متقابل میان خورشید و سیاره‌ها اشاره کرد و توضیح داد که هر چقدر فاصله‌ها کمتر باشد، این نیروی جاذبه افزایش می‌یابد. تا سال ۱۹۷۴ این اظهارنظر هوک که ممکن است قانون عکس مجذور بر میزان این نیروهای جاذبهٔ حاکم باشد، چندان مورد توجه قرار نگرفته بود.
همچنین، قانون گرانش هوک، با وجود آن‌که نسبت به فرضیه‌های مطرح‌شده در گذشته مقبولیت بیشتری داشت، هنوز جهانی نشده بود. به علاوه اظهارنظرهای هوک با شواهد تجربی یا نمودارهای ریاضی همراه نبود. خود هوک در سال ۱۶۷۴ در این زمینه چنین گفته‌است: «در حال حاضر هنوز به‌صورت تجربی نتوانسته‌ام دریابم که مقادیر مختلف جاذبه چگونه حاصل می‌شوند» (که بیانگر این مسئله است که هنوز نمی‌دانم که جاذبه از چه قانونی پیروی می‌کند) وی در مورد قانون کلی خود نیز چنین می‌گوید: «در حال حاضر به این قانون صرفاً اشاره‌ای می‌کنم و آن را ادامه نمی‌دهم، زیرا که تا اتمام کارهایی که در حال حاضر دارم، نمی‌توانم به این موضوع بپردازم»
در نوامبر سال ۱۶۷۹، هوک به‌طور گسترده شروع به نامه‌نگاری با نیوتون کرد (که متن آن‌ها منتشر شده‌است). هدف آشکار هوک از این کار این بود که به نیوتن اطلاع دهد که از وی خواسته شده‌است که مکاتبات «انجمن سلطنتی» را تنظیم نماید، از این‌روست که هوک از اعضا می‌خواهد تا پژوهش‌های خود یا دیدگاهشان در مورد پژوهش‌های سایر اعضا را به وی اطلاع دهند. وی به منظور تحریک کردن علاقهٔ نیوتون از او خواست تا نظر خود را در مورد مسائل مختلف بیان دارد. برای این منظور لیست جامعی را در اختیار او گذاشت که دربردارندهٔ این موارد بود: «حرکت سیاره‌ها در مسیر مستقیم به صورت موازی و وجود نیروی کششی به سمت جسم مرکزی»، «فرضیهٔ خود هوک در مورد قواعد و دلایل خاصیت ارتجاعی»، یک فرضیهٔ جدید از پاریس در مورد حرکت سیاره‌ها که هوک آن را به تفصیل توصیف کرده بود و همچنین گزارشی در مورد تلاش در جهت انجام یا گسترش مطالعات می‌دانی، تفاوت میان آزادی عمل در لندن و کمبریج و …
پاسخ نیوتن به این درخواست هوک، پیشنهاد انجام یک آزمایش زمینی بود که می‌توانست با استفاده از جسمی که ابتدا در هوا معلق نگه داشته و سپس به زمین انداخته می‌شود، به بررسی حرکت بر روی زمین کمک کند. نکتهٔ اصلی در این کار، مشخص کردن این مسئله بود که از نظر نیوتن، جسم در حال سقوط می‌توانست با انحراف از مسیر عمودی به صورت تجربی حرکت زمین را آشکار کند، اما در ادامه این‌گونه فرض کرد که چنانچه زمین بر سر راه این جسم نباشد این حرکت می‌تواند به صورت مارپیچی و به سمت مرکز زمین ادامه پیدا کند. هوک با این نظر نیوتن در مورد نحوهٔ حرکت جسم مخالف بود. در این راستا نامهٔ دیگری بین این دو نفر مبادله شد که هوک در انتهای آن چنین نوشته بود: «من شک دارم که جاذبه همواره دو برابر فاصله از مرکز باشد و نتیجتاً سرعت نیز کمتر از دو برابر میزان جاذبه باشد» (در واقع تفسیر هوک در مورد سرعت، اشتباه بود) – این نامه در ۶ ژانویهٔ سال ۱۶۷۹/۸۰ به نیوتن نوشته شده‌است .
در سال ۱۶۸۶، زمانی که اولین کتاب نیوتون به انجمن سلطنتی ارائه شد، هوک ادعا کرد که نیوتون «اصل کاهش نیروی جاذبه برابر است با مجذور فاصله از مرکز» را از او گرفته‌است. در عین حال (بنا به گزارش ادموند هالی) هوک موافقت کرده‌است که «منحنی‌هایی که در این زمینه ایجاد شده‌اند» کاملاً متعلق به نیوتن هستند .
یک ارزیابی جدید در مورد تاریخچهٔ قانون «عکس مجذور» نشان می‌دهد که تا اواخر دههٔ ۱۶۶۰ این فرضیه که جاذبه با مجذور فاصله، رابطهٔ عکس دارد نسبتاً متداول بوده‌است و توسط افراد مختلفی و به دلایل متفاوتی، گسترش یافته‌است. خود نیوتون نیز در دههٔ ۱۶۶۰ نشان داد که با فرض حرکت دایره‌ای سیاره‌ها، نیرو در راستای شعاع، رابطه‌ای معکوس با مجذور فاصله از مرکز دارد. نیوتن که در ۱۶۸۶ با ادعای هوک در مورد قانون عکس مجذور مواجه شده بود، این مسئله را که باید هوک را به عنوان صاحب این ایده در نظر گرفت، تکذیب کرد و در این راستا دلایلی ارائه کرد که نشان می‌دهد افرادی قبل از هوک نیز به این مسئله اشاره کرده‌اند. وی همچنین، با جدیت عنوان کرد که حتی چنانچه وی برای اولین بار این قانون را از زبان هوک شنیده باشد (که چنین نبوده‌است)، همچنان حق او در مورد ارائهٔ مدل‌های ریاضی که امکان مشاهدات دقیق‌تر را فراهم آورده‌است، محفوظ می‌ماند. هوک بدون وجود مدل‌های ریاضی و شواهد مبتنی بر آن‌ها تنها می‌توانسته حدس بزند که جاذبه در فواصل بسیار دور نسبت به مرکز چگونه خواهد بود .
از طرف دیگر، نیوتون در تمام نسخه‌های کتاب خود این مسئله را پذیرفته و تأکید کرده‌است که هوک قانون عکس مجذور را در منظومهٔ شمسی مطرح کرده‌است. نیوتون در توضیح اصل چهارم از کتاب خود از ورن، هوک و هالی در این زمینه نام برده‌است. نیوتون همچنین به هالی گفته‌است که ارتباط او با هوک در سال‌های ۱۶۷۹–۸۰، علاقهٔ پنهان او به مسائل مرتبط با علوم اخترشناسی را مجدداً بیدار کرده‌است، اما به اعتقاد نیوتون، هوک هیچ چیز جدید و بدیعی را به او نگفته‌است. نیوتون در این زمینه چنین می‌گوید: «من به هوک از این نظر مدیون نیستم که مطلب جدیدی را به من آموخت بلکه احساس دِین من در این خلاصه می‌شود که وی سمت و سوی مطالعات مرا تغییر داد و به من فرصت اندیشیدن به چنین مسائلی را اهدا کرد»
یکی از تفاوت‌های میان این دو دانشمند این است که نیوتون یکی از پیشگامان آنالیز ریاضی و کاربرد آن و همچنین آزمایش‌های نوری است. درحالی‌که هوک یک پژوهشگر خلاق در زمینهٔ دامنهٔ وسیعی از مسائل و علوم است؛ بنابراین تعجبی ندارد که هوک برخی از ایده‌های خود از قبیل گرانش را ناتمام رها کرده و آن‌ها را بسط نداده باشد. این امر می‌تواند این موضوع را برای ما قابل درک سازد که چگونه در سال ۱۷۵۹ یعنی چندین دهه پس از مرگ نیوتون و هوک، ستاره‌شناس برجسته آلکسیس کِلِرات که در مطالعات مرتبط با گرانش صاحب نام بود، ارزیابی‌های خود را پس از بررسی و مرور آنچه هوک در مورد جاذبه منتشر کرده بود، انجام داد. بنا به گفتهٔ کلرات «نباید این گونه تصور کرد که این ایدهٔ هوک، افتخارات نیوتون را زیر سؤال می‌برد»، «آنچه در مورد هوک می‌بینیم نشان می‌دهد که چقدر میان حقیقتی که تنها به آن اشارهٔ کوچکی شده باشد و حقیقتی که کاملاً ابراز شده باشد، فاصله وجود دارد»

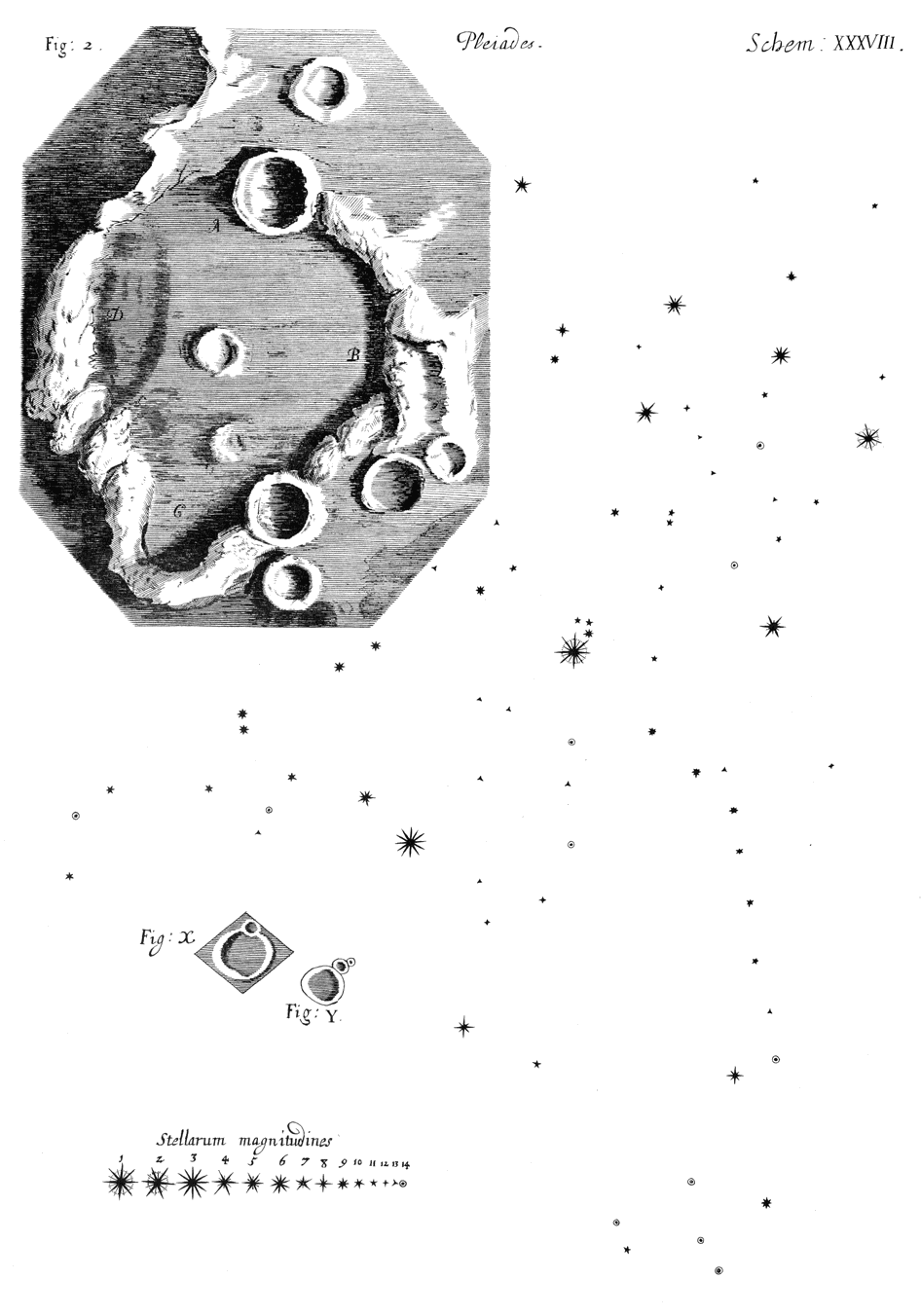
طرحی از ماه و خوشهٔ پروین

### زمین‌شناسی
هوک زمین‌شناس ارزنده‌ای بود و دربارهٔ منشأ سنگواره‌ها مطالعاتی داشت. وی در معماری نیز صاحب نظر بود و پس از آتش‌سوزی بزرگ شهر لندن نقشهٔ شهر را طرح کرد که بعداً از روی آن شهر نیویورک را بنا کردند. او در این کار مأمور شد که به عنوان زمین‌سنج با کریستوفر رن در تنظیم نقشهٔ بازسازی لندن همکاری کند.
یکی از مشاهدات هوک در کتاب میکروگرافیا مربوط به فسیل‌های چوب بود که وی ساختار میکروسکوپی آن‌ها را با چوب معمولی مقایسه کرده بود. وی بر اساس این مشاهدات چنین نتیجه‌گیری کرد که اجسام فسیل شده مثل چوب‌های سنگی شده و صدف‌های فسیلی (از جمله آمونیت‌ها) در واقع بقایای جاندارانی هستند که در آب مملو از مواد معدنی غوطه‌ور شده‌اند. هوک اعتقاد داشت که چنین فسیل‌هایی می‌توانند نشانه‌های قابل قبولی در مورد تاریخچهٔ زندگی در زمین در اختیار ما قرار دهند و علی‌رغم آن‌که برخی از طبیعت‌شناسان معاصر مثل جان ری که مفهوم «انقراض» را از لحاظ نظری غیرقابل قبول می‌دانستند با این نظر مخالف بودند، هوک بر این باور بود که فسیل‌ها در برخی موارد ممکن است گونه‌هایی را نشان دهند که در اثر نوعی از بلایای زمین‌شناختی، منقرض شده‌اند.

### نجوم
یکی از چالش‌برانگیزترین مسائلی که هوک به آن پرداخت اندازه‌گیری فاصله تا ستاره‌ها (به غیر از خورشید) بود. ستاره‌ای که وی برای این منظور انتخاب کرد ستارهٔ سیاه بود و از روش تعیین اختلاف در دید استفاده کرد. پس از گذشت چندین ماه از مشاهدات هوک در سال ۱۶۴۹ وی به این نتیجه رسید که به نتیجهٔ دلخواه خود دست یافته‌است. اکنون این مسئله مشخص شده‌است که ابزار مورد استفادهٔ هوک برای موفقیت در اندازه‌گیری چنین فاصله‌ای، بسیار غیر دقیق بوده‌است. گاما اژدها (راس التنین) همان ستاره‌ای است که جیمز بردلی در سال ۱۷۲۵ هنگام کشف «شکست نور» از آن استفاده کرد.
فعالیت‌های هوک در حوزهٔ علم نجوم فراتر از مطالعهٔ فواصل ستاره‌ها بوده‌است. کتاب میکروگرافیا شامل مطالبی در مورد صورت فلکی ماهدوس و حفره‌های ماه نیز هست. هوک به انجام آزمایش‌هایی در مورد چگونگی شکل‌گیری احتمالی این حفره‌ها در ماه پرداخت. وی همچنین یکی از اولین مشاهده‌گران حلقه‌های سیارهٔ زحل بود و یکی از نخستین منظومه‌های دو ستاره‌ای یعنی گاما آریتیس را کشف کرد.

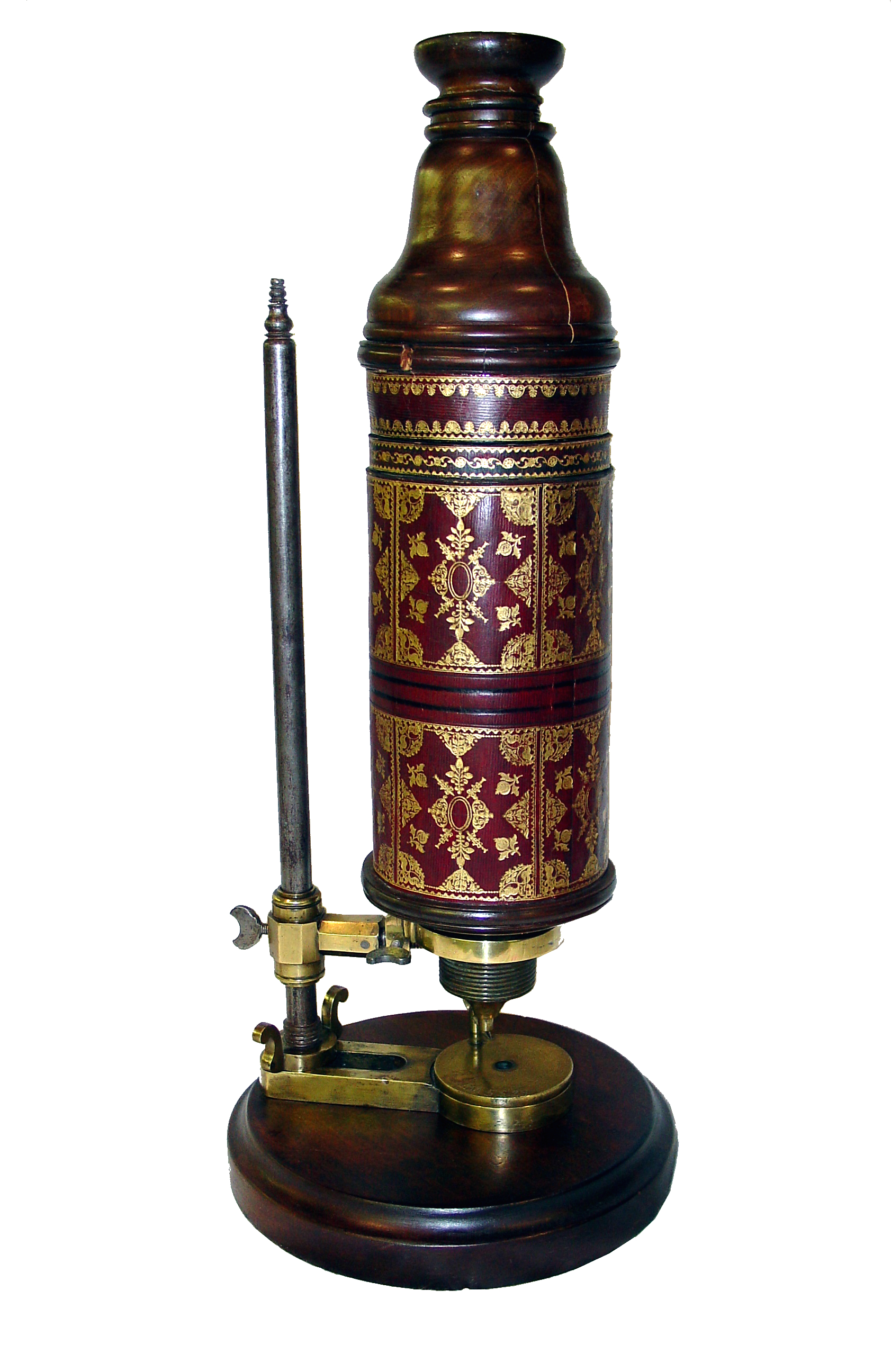
میکروسکوپ هوک

### روان‌شناسی
یکی از خدمات هوک که کمتر شناخته شده و در عین حال از نخستین فعالیت‌ها در این زمینه‌است، مدل علمی هوک در مورد حافظهٔ انسان است هوک در سخنرانی خود در انجمن سلطنتی در سال ۱۶۸۲ یک مدل مکانیکی از حافظهٔ انسان ارائه کرد که شباهت اندکی به مدل‌های فلسفی پیشین، داشت .
این مدل مؤلفه‌هایی چون رمزگردانی، ظرفیت حافظه، تکرار، بازیابی و فراموشی را دربرداشت که برخی از آن‌ها به‌طور تعجب‌آوری از دقت مدل‌های امروزی برخوردارند. این کار که نزدیک به ۲۰۰ سال مورد توجه قرار نگرفت، از جهات مختلفی به کار ریچارد سیمونز در سال‌های ۱۹۱۹/۱۹۲۳ شباهت دارد؛ زیرا هر دو، حافظه را موضوعی فیزیکی در نظر گرفته‌اند که جایگاه آن در مغز است. نکات جالب‌تر در این مدل‌ها این است که:
1. نقش فرایندهایی که به‌صورت رو به پایین بر رمزگردانی تأثیر می‌گذارند را در نظر گرفته‌اند.
2. از رزونانس برای توصیف بازیابی موازی و مبتنی بر وجود نشانه‌ها استفاده کرده‌اند.
3. حافظهٔ بهتر برای مسائل جدیدتر را توضیح می‌دهند.
4. نقش یک سیستم واحد برای تکرار و القا را مطرح می‌کنند.
5. با توجه به فرضیات مطرح‌شده در مدل، به‌طور مستقیم می‌توان قانون فراموشی را استنباط کرد.

این سخنرانی پس از مرگ هوک، در سال ۱۷۰۵ و زمانی منتشر شد که مدل حافظه مورد توجه بسیاری از محققان قرار گرفته بود. این مسئله مطرح شده‌است که این کار هوک چندان در ادبیات پژوهشی مورد توجه قرار نگرفته‌است زیرا چاپ آن در دوره‌ای انجام شد که از دورهٔ علمی نیوتون نیز گذر کرده و شمار چاپ آن نیز کم بود و این‌طور به نظر می‌رسد که در آن دوره، بیشتر مدلی منسوخ و از مد افتاده پنداشته می‌شد. مشکلات دیگر در راه موفقیت این مدل مربوط به انتقادهایی است که روانشناسان معاصر در مورد روح غیر مادی که هوک تا حدودی آن را به دقت، رمزگردانی و بازیابی نسبت داده‌است، مطرح کرده‌اند.

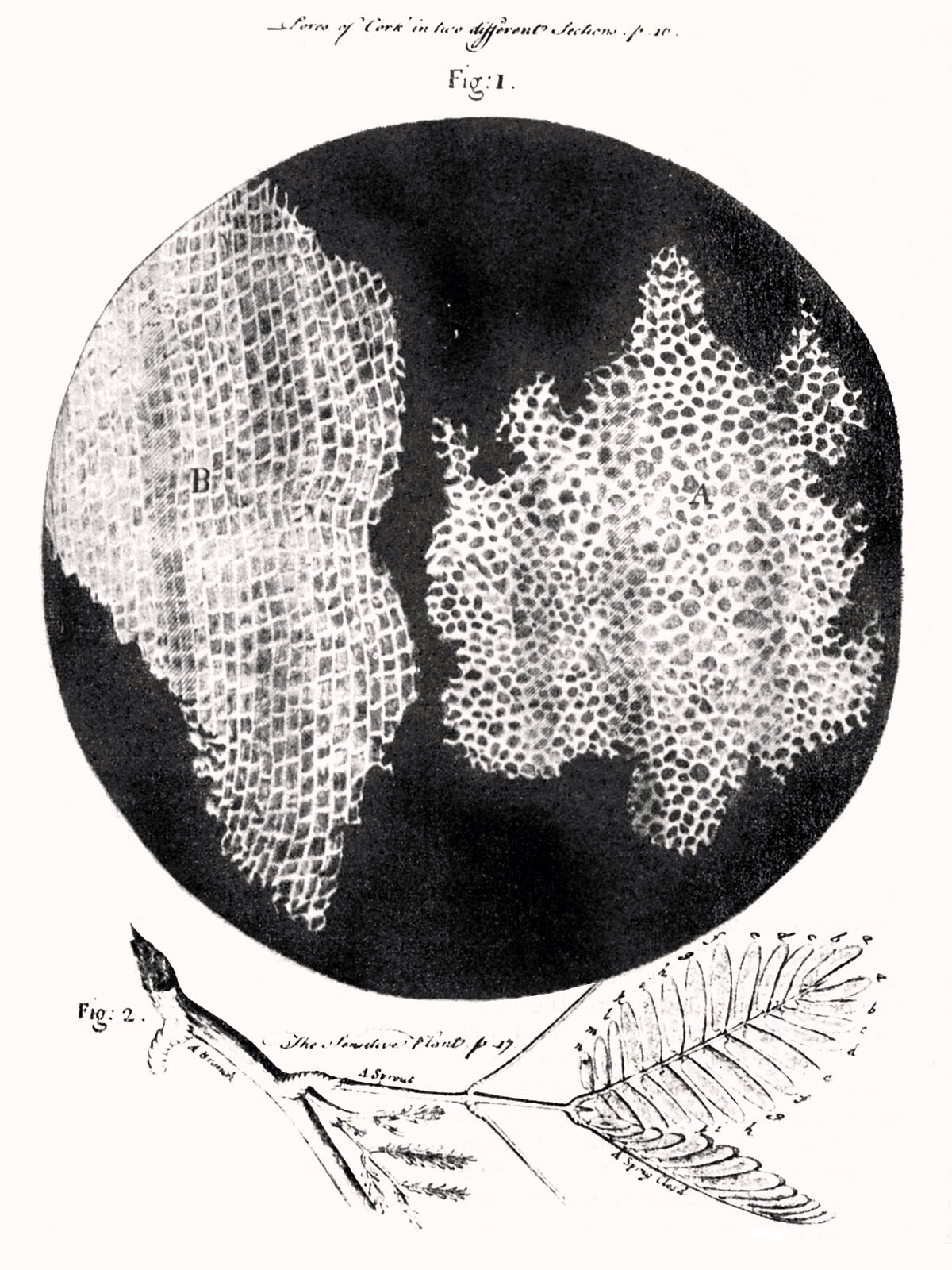
طراحی هوک از یک سلول برگ

### شیمی
هوک به بررسی تفاوت فلزات و نمک‌ها پرداخت و در کتابی خاصیت موئینگی و صعود مایعات در لوله‌ها را توضیح داد.